# Primer Congrés Nacional de la Dona
El Primer Congrés Nacional de la Dona va tenir lloc el 6, 7 i 8 de novembre de 1937, al Palau de la Música de Barcelona, amb la presència de més de 800 delegades.
Les principals associacions polítiques i sindicals de Catalunya van aplegar-s'hi per defensar la República i l'emancipació de les dones, sota la presidència de Maria Dolors Bargalló (1902-1980). S'hi van tractar qüestions com la igualtat d’oportunitats laborals, la formació de les dones i el paper fonamental que havien d’assumir durant la guerra ocupant els llocs de treball que deixaven els homes que eren al front, així com la necessitat de crear guarderies i menjadors populars, o la prostitució a Catalunya.
Per tal que els acords presos tinguessin manera de ser executats i es materialitzessin, van crear la Unió de Dones de Catalunya, que aplegà  dones de totes les tendències polítiques i sindicals i fou  la principal organització feminista de la Catalunya republicana.
Entre les delegacions estrangeres figuraven les de França, Bèlgica, Àustria, Itàlia, Anglaterra i Mèxic.